# Louis Périn
Pour les articles homonymes, voir Louis Périn (homonymie) et Périn.
Louis Jules François Alphonse Périn, né le 18 février 1871 à Paris et mort le 1er avril 1940 à Chartrettes, est un architecte et peintre français. Il est connu pour ses constructions d'esprit néogothique et Art nouveau. 

## Architecte
Louis Périn naît le 18 février 1871 dans le 5e arrondissement de Paris. Après l'obtention de son diplôme de bachelier en 1889, il poursuit des études de droit puis s'inscrit à l'École nationale supérieure des beaux-arts. Il y décroche la seconde médaille dans les catégories « Architecture, figure dessinée » et « Esquisse ». Il acquiert son diplôme d'architecte le 12 juillet 1900. La même année, il participe à l'exposition universelle où il reçoit un diplôme commémoratif.
En 1902, Louis Périn est nommé officier d'Académie par Georges Leygues, ministre de l'Instruction publique et des Beaux-arts.
Outre ses activités d'architecte, Louis Périn est trésorier de la Société d'archéologie de la montagne Sainte-Geneviève et ses abords, c'est-à-dire le Quartier latin, président de la deuxième sous-commission d'archéologie parisienne et vice-président de la commission du Vieux Paris en 1917. Il réside d'ailleurs, durant quelques années de sa vie, au 8 rue des Écoles, dans le 5e arrondissement de Paris.
En 1937, il est nommé au grade de chevalier de la Légion d'honneur.

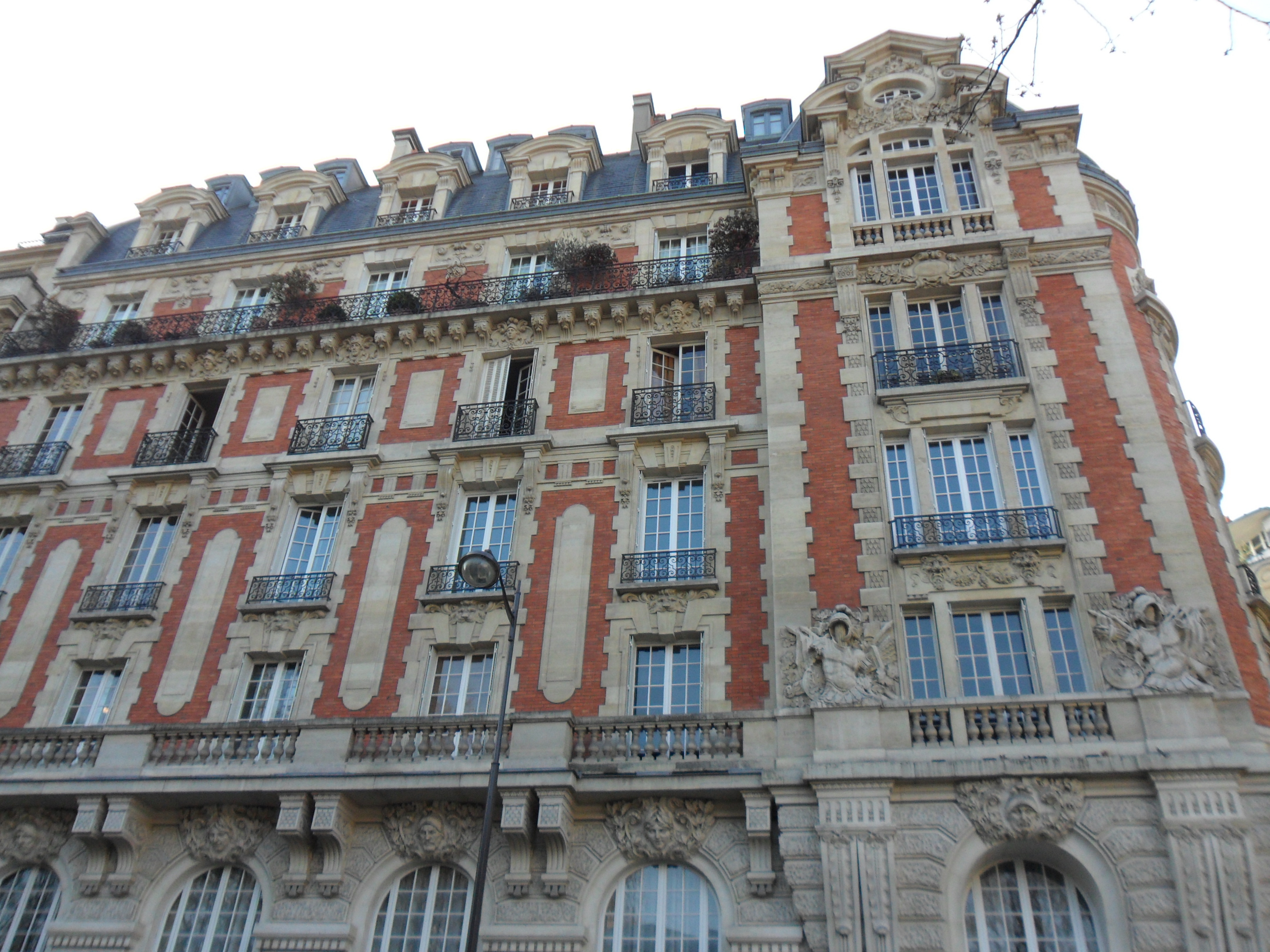
Façade du 2 rue Guynemer, Paris 6e, Louis Périn, 1914.

### Réalisations parisiennes
Louis Périn exerce l'essentiel de sa carrière dans la capitale. On lui doit de nombreux immeubles des 5e et 6e arrondissements de Paris, notamment l'immeuble du no 2 de la rue Guynemer dont il occupe pendant plusieurs années le majestueux appartement du 5e étage. Cet immeuble remarquable, de style Louis XIII, est réalisé en 1914. Au 4e étage, de septembre 1940 à décembre 1941, les autorités allemandes réquisitionnent l'appartement principal composé de 10 pièces pour y déplacer les services du Sénat.
On retrouve également plusieurs de ses réalisations dans le 14e arrondissement, secteur parisien très prisé des artistes de l'époque : rue des Plantes, boulevard Brune et avenue du Parc-de-Montsouris, devenue avenue René Coty en 1964, où il réalisa les plans d'une école maternelle anciennement située au niveau de l'actuelle rue d'Alésia. Toujours aux abords de ce quartier qu'il affectionne particulièrement, il réalise une maison particulière au 7 de la villa du Parc-de-Montsouris.
Il est appelé, d'autre part, à restaurer le Théâtre Français, aujourd'hui la Comédie-Française.

### Louis Périn à Bois-le-Roi
Louis Périn découvre Bois-le-Roi grâce aux Boutillier, ses beaux-parents. Ceux-ci sont propriétaires de la villa Chante-Merle, belle demeure des bords de Seine. Il tombe sous le charme des lieux et y construit plusieurs maisons, laissant définitivement son empreinte. De part et d'autre du fleuve, quatre constructions portent sa marque.
- Chante-Merle (1902) : il s'agit de la villa de ses  beaux-parents, que Louis Périn transforme à son goût, mariant références médiévales, néo-Renaissance et Art nouveau.
- Le Clos-Barbeau (1905) : construite par l'architecte pour lui-même, cette réalisation avec fenêtres et terrasses conçues pour favoriser la vue sur Seine, façades complexes, percées toutes différentes les unes des autres, est très théâtrale. Cette réalisation sert d'illustration de couverture à l'ouvrage paru en 1910, récapitulant les œuvres les plus intéressantes des salons d'architecture et d'art décoratif.
- Clairval (1909) : toujours en bord de Seine, cette réalisation est plus modeste.
- Le Manoir de Seine (1932) : sur l'autre rive de la Seine, Louis Périn construit côté Chartrettes, près du pont, sa dernière résidence.

L'extravagance de ces maisons fait désormais partie intégrante du site, au point d'être devenue emblématique de Bois-le-Roi.
En tant qu'architecte de la commune, Louis Périn est aussi à l'origine de la rénovation du château de Brolles, de l'installation du monument aux morts de Bois-le-Roi (réalisé par Louis de Monard) ainsi que de celui de Chartrettes. Il est en outre à l'origine du projet d'acquisition par la commune de la propriété La Source, devenue l'actuelle mairie.
Avec deux autres habitants et riverains de la Seine à Bois-le-Roi, il participe à la création de l'Association des Bords de Seine en 1910, afin de préserver les bords du fleuve qui longe la commune.
En l'honneur de son engagement et de son œuvre à Bois-le-Roi, une rue proche de la mairie porte son nom.

### Autres réalisations
Louis Périn signe également la réalisation, en 1924, du pavillon du gardien de la bibliothèque Marmottan située au 7, place Denfert-Rochereau à Boulogne-Billancourt. Cet édifice, d'envergure plus modeste que ses réalisations habituelles, se distingue par sa façade concave et sa situation à l'angle des rues Denfert-Rochereau et Salomon-Reinach. L'ensemble de l'édifice est légué par son propriétaire, Paul Marmottan, à l'Académie des beaux-arts en 1932 et inscrit à l'inventaire des monuments historiques en 1984.
En 1912, dans le département de la Somme, Louis Périn est sollicité par le nouveau propriétaire du château de Thiepval, qui n'est alors qu'un vieux château seigneurial, pour en redessiner les plans. Commandé par un industriel parisien, Henri Portier, les travaux durent plus de 18 mois et permettent la remise en état de la somptueuse bâtisse en la dotant des commodités modernes. Hélas, la première guerre mondiale se prépare et le château, par sa position dominante, devait devenir un objectif pour les combattants. Il fut entièrement détruit durant l'année 1914 par les bombardements entre l'armée allemande, occupant le château, et l'armée française.

## Peintre

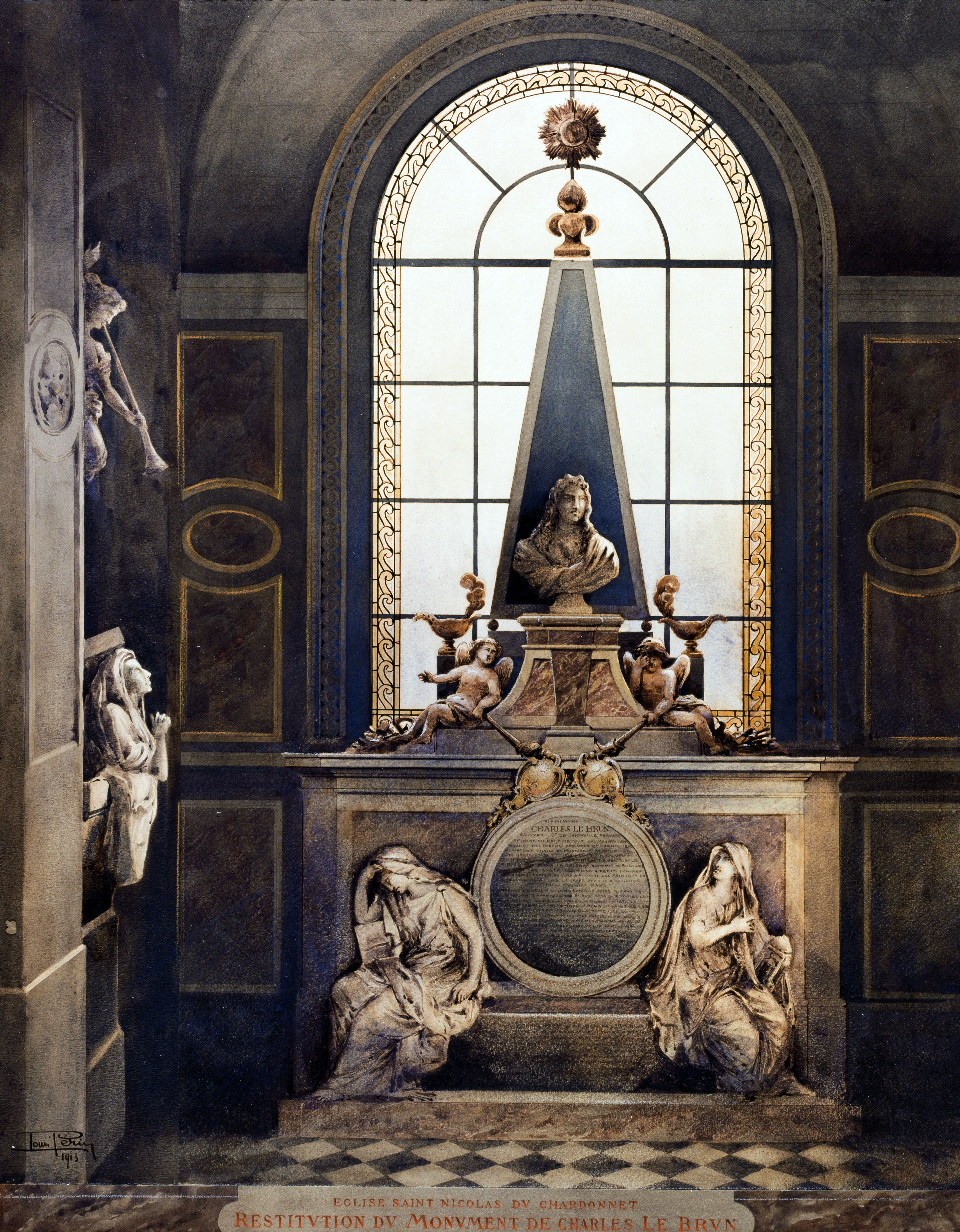
Restitution du tombeau de Charles Le Brun en l'église Saint-Nicolas-du-Chardonnet (Paris, 1913). Propriété du Musée Carnavalet, Paris.

Peintre, Louis Périn est très tôt remarqué pour son talent qu'il exerce à travers le dessin, l'aquarelle ou la gouache. À l'âge de 23 ans, il participe à l'exposition du salon des Champs-Élysées en 1894 où il obtient une mention honorable pour ses aquarelles.
Louis Périn réalise de nombreux paysages et sites historiques de Seine-et-Marne, notamment des bords de Seine et de la forêt de Fontainebleau. Attiré par les fleuves et rivages, il reproduit les ambiances des bords de Loire, des côtes bretonnes (Guilvinec, Concarneau, Le Pouliguen) et normandes (Eu, Le Tréport, Mers-les-Bains). Adepte des beaux immeubles et de villages authentiques, il séjourne régulièrement en Alsace et réalise de nombreuses aquarelles et gouaches de villages alsaciens, notamment à Riquewihr. 
On lui doit également une remarquable série de trois aquarelles représentant les ruines de l'immeuble de la cour des Comptes à Paris en 1890, anciennement Palais d'Orsay. Adepte du dessin d'architecture, il restitue, en 1913, l'imposant tombeau de Charles Le Brun en l'église Saint-Nicolas-du-Chardonnet, dans son état antérieur à la révolution.

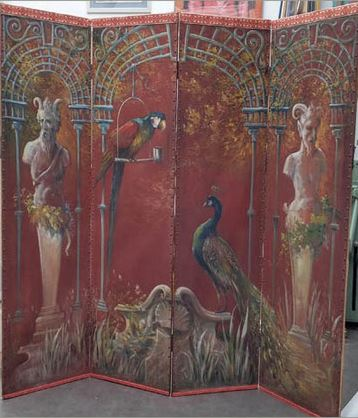
Paravent constitué de quatre toiles peintes, montées sur châssis. Louis Périn, 1919. Collection familiale.

Il peint aussi de nombreux sites au cours de ses voyages. Il est inspiré, entre autres lieux, par les villages littoraux de l'ouest de la Corse tels que Piana et Calvi, la région des grands lacs italiens et la côte nord de l'Espagne aux environs de Pasajes. 
En 1926, il est admis par ses pairs peintres, au jury de L'Artistique. Il obtient la médaille de bronze au Salon des artistes français de 1931. Devenu membre de cette institution, il est ensuite distingué hors concours. 
Acquises par l'État ou données par ses descendants, plusieurs de ses œuvres, portant notamment sur la grande crue de la Seine à Paris en 1910, sont aujourd'hui la propriété du musée Carnavalet.
L'ensemble de son œuvre, soit plus de 450 toiles, appartient encore en grande majorité à sa famille et à ses descendants.

## Sources
- Marie-Françoise Laborde, Les Affolantes des bords de Seine, Paris, Somogy, 2000 et réédition 2015  (ISBN 978-2850563843)
- Yvon Dupart, « Louis Périn, architecte et peintre à Bois-le-Roi », Fontainebleau, la revue d'histoire de la ville et de sa région, Société d'histoire de Fontainebleau et de sa région, no 25,‎ mai 2024, p. 56-61
- Yvon Dupart, « Louis Périn, architectes des « Affolantes » et peintre », Artistes parisiens à la campagne, « Les beaux jours de Bois-le-Roi », coordination, Pierrette Marne, Association Bois-le-Roi Audiovisuel et Patrimoine,‎ 2024, p. 130-135 (ISBN 978-2-9561593-3-9)
- Archives familiales